# سید حسین معرب
سید حسین معرب (زادهٔ ‎۳۱ مرداد ۱۳۲۶) کشتی‌گیر اهل ایران است. 
وی در وزن ۶۳ کیلوگرم کشتی فرنگی بازی‌های المپیک تابستانی ۱۹۶۸ شرکت کرد و پس از برد در مرحله اول و شکست در مرحله دوم و سوم از مسابقات حذف شد.